# Sébastien Bosquet
Sébastien Bosquet (Dunkerque, Francuska, 24. veljače 1979.) je francuski rukometaš i nacionalni reprezentativac koji igra na poziciji desnog vanjskog igrača. Trenutno nastupa za francuski Dunkerque HBGL.
Osvajač je dva europska i dva svjetska naslova rukometnog prvaka s francuskom reprezentacijom.

## Karijera

### Klupska karijera
Sébastiena Bosqueta su smatrali jednim od najboljih igrača na poziciji desnog vanjskog. Nakon igranja za USDK Handball, 2003. je prešao u Montpellier HB. Ondje je proveo dvije sezone te je s klubom osvojio dva naslova francuskog prvaka i liga kupa te jedan francuski kup. Nakon toga otišao je u klub Dunkerque HBGL iz svojeg rodnog grada.
Rukometaš je na temelju glasovanja tri puta proglašen najboljim igračem na poziciji desnog vanjskog francuske Division 1, i to: 2001., 2007. i 2009.

### Reprezentativna karijera
Bosquet je u francuskoj reprezentaciji debitirao 2002. godine. Prvi osvojeni trofej s Francuskom bio je naslov europskog prvaka 2006. u Švicarskoj. Nakon 4. mjesta na Svjetskom prvenstvu u Njemačkoj 2007., igrač se povlači iz reprezentacije za koju nije nastupao na Olimpijskim igrama u Pekingu 2008.
Sébastien Bosquet se vraća u nacionalnu reprezentaciju uoči Svjetskog prvenstva u Hrvatskoj 2009. na kojem je Francuska postala novi svjetski prvak. Sljedeće godine, na europskom prvenstvu u Austriji Bosquet s reprezentacijom osvaja svoje drugo europsko zlato. Svoj drugi naslov svjetskog prvaka u rukometu Bosquet je s Francuskom osvojio na SP u Švedskoj 2011.

## Osvojeni trofeji

### Klupski trofeji
| Francuska      | Francuska           | Francuska       |
| Klub           | Natjecanje          | Sezona (godina) |
| -------------- | ------------------- | --------------- |
| Montpellier HB | Francusko prvenstvo | 2004.           |
| Montpellier HB | Francusko prvenstvo | 2005.           |
| Montpellier HB | Francuski kup       | 2005.           |
| Montpellier HB | Francuski Liga kup  | 2004.           |
| Montpellier HB | Francuski Liga kup  | 2005.           |

### Reprezentativni trofeji
| Francuska                       | Francuska | Francuska |
| Natjecanje                      | Godina    | Trofej    |
| ------------------------------- | --------- | --------- |
| Europsko prvenstvo u Švicarskoj | 2006.     | Zlato     |
| Svjetsko prvenstvo u Hrvatskoj  | 2009.     | Zlato     |
| Europsko prvenstvo u Austriji   | 2010.     | Zlato     |
| Svjetsko prvenstvo u Švedskoj   | 2011.     | Zlato     |

## Vanjske poveznice
- Sébastien Bosquet (fr.Wiki)